# Agrostis stellata
Agrostis stellata é uma espécie de gramínea do gênero Agrostis, pertencente à família Poaceae.